# Edmund Heza
Edmund Heza (ur. 28 sierpnia 1933 w Płoskowie) – polski działacz partyjny i państwowy, filolog klasyczny i historyk, nauczyciel akademicki, I sekretarz Komitetu Wojewódzkiego PZPR w Toruniu (1981–1982).

## Życiorys
Syn Aleksandra Hejzy i Marii Magdaleny z domu Olszewskiej (nazwisko Heza otrzymał w wyniku błędu urzędnika). Jego ojciec zmarł w 1939 w egzekucji w niemieckim obozie w Karolewie. Od 1945 do 1950 uczył się w szkole podstawowej i liceum w Więcborku. W 1952 wstąpił do Niższego Seminarium Misyjnego Księży
Werbistów w Górnej Grupie, dołączył następnie do tego zakonu w Nysie. W latach 1953–1956 studiował filozofię w Misyjnym Seminarium Duchownym Księży Werbistów w Pieniężnie, po czym opuścił zakon.
Później podjął studia z filologii klasycznej na Wydziale Humanistycznym Uniwersytetu Mikołaja Kopernika, ukończone w 1962; za namową Karola Górskiego uzyskał specjalizację z łaciny średniowiecznej. Od 1963 do 1982 pracownik naukowy Instytutu Historii i Archiwistyki UMK, specjalizował się w zakresie historii starożytnej. W 1970 doktoryzował się tamże na podstawie pracy pt. „Obywatel a państwo w Atenach z IV wieku p.n.e. w świetle badań nad terminologią etyczną”. Zajmował stanowiska kierownika studium zaocznego historii oraz wicedyrektora Zakładu Historii Starożytnej Instytutu Historii i Archiwistyki UMK, a także członka senatu uczelni. Od 1973 do 1975 przebywał na stażu naukowym na Uniwersytecie Paryskim. Na początku lat 60. uczył łaciny w I Liceum Ogólnokształcącym im. Mikołaja Kopernika w Toruniu, był także redaktorem czasopism studenckich.
Działacz Zrzeszenia Studentów Polskich, przewodniczący Rady Uczelnianej na UMK (1958–1962), członek Rady Naczelnej ZSP (1960–1961) i rady uczelni ds. młodzieży. Należał do Związku Młodzieży Socjalistycznej, od 1960 do 1962 zasiadał w jego prezydium w Toruniu. W 1960 wstąpił do Polskiej Zjednoczonej Partii Robotniczej. Działał w Komitecie Uczelnianym PZPR jako członek egzekutywy, sekretarz ds. organizacyjnych i I sekretarz (1976–1979). Od 1978 do 1982 członek plenum Komitetu Wojewódzkiego PZPR w Toruniu. W 1978 delegat na II Konferencję Krajową PZPR. Od 23 czerwca 1981 do 6 września 1982 zajmował stanowisko I sekretarza KW PZPR w Toruniu, utracił je po złożeniu dymisji.
W 1982 objął stanowisko wicedyrektora Instytutu Kultury, od 1984 był w nim zarazem szefem Zakładu Polityki Kulturalnej Krajów Socjalistycznych. Następnie w ramach Ministerstwa Kultury i Sztuki był dyrektorem Zarządu Szkół Artystycznych (1986–1988) i Departamentu Kształcenia Artystycznego (1988–1990). Wchodził w skład Międzyresortowego Zespołu Ekspertów do spraw Kształcenia, Dokształcania i Doskonalenia Nauczycieli. W latach 1990–1997 wykładał w Katedrze Teorii Muzyki i Kompozycji Akademii Muzycznej im. Feliksa Nowowiejskiego w Bydgoszczy, był kierownikiem Pracowni Badań Naukowych (później Pracowni Kultury Muzycznej Pomorza i Kujaw) oraz redaktorem naczelnym pisma „Zeszyty Naukowe Akademii Muzycznej w Bydgoszczy” (1992–1995). W 1997 przeszedł na emeryturę.

## Odznaczenia
Odznaczony m.in. Złotym Krzyżem Zasługi (1975), Krzyżem Kawalerskim Orderu Odrodzenia Polski (1985) oraz Odznaką „Zasłużony Działacz Kultury” (1989). Otrzymał nagrodę Ministra Nauki, Szkolnictwa Wyższego i Techniki (1976) oraz Medal „Za Zasługi dla Rozwoju UMK” (1979).